# Ernz Negre
L'Ernz Negre (en luxemburguès: Schwaarz Iernz; en francès: Ernz noire; en alemany: Schwarze Ernz) és un riu de Luxemburg que neix al bosc de Grünewald i desemboca al Sauer, a Grundhof. Transcorre a través dels pobles de Junglinster i Mullerthal.

## Galeria

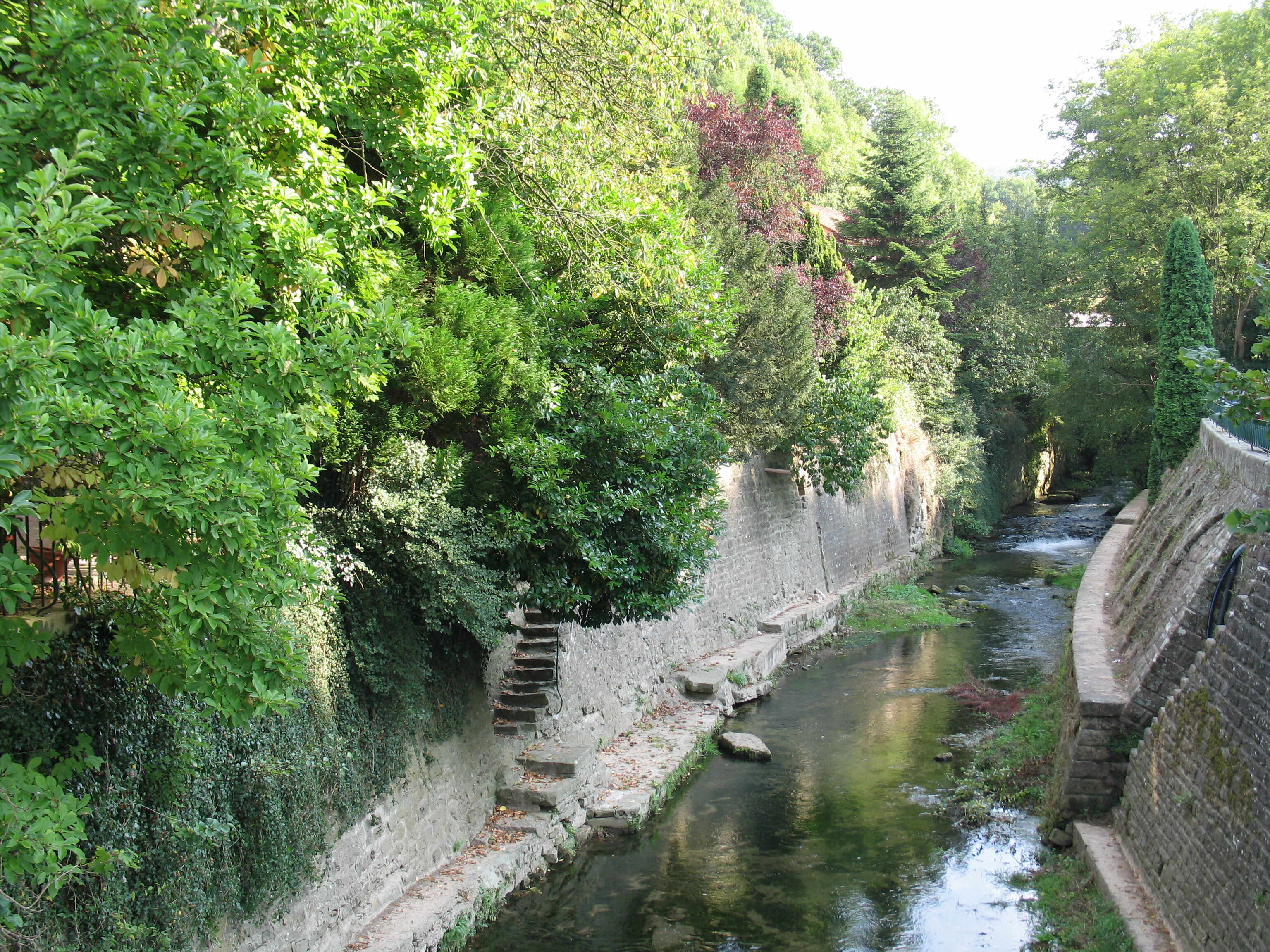
L'Ernz Negre a Grundhof
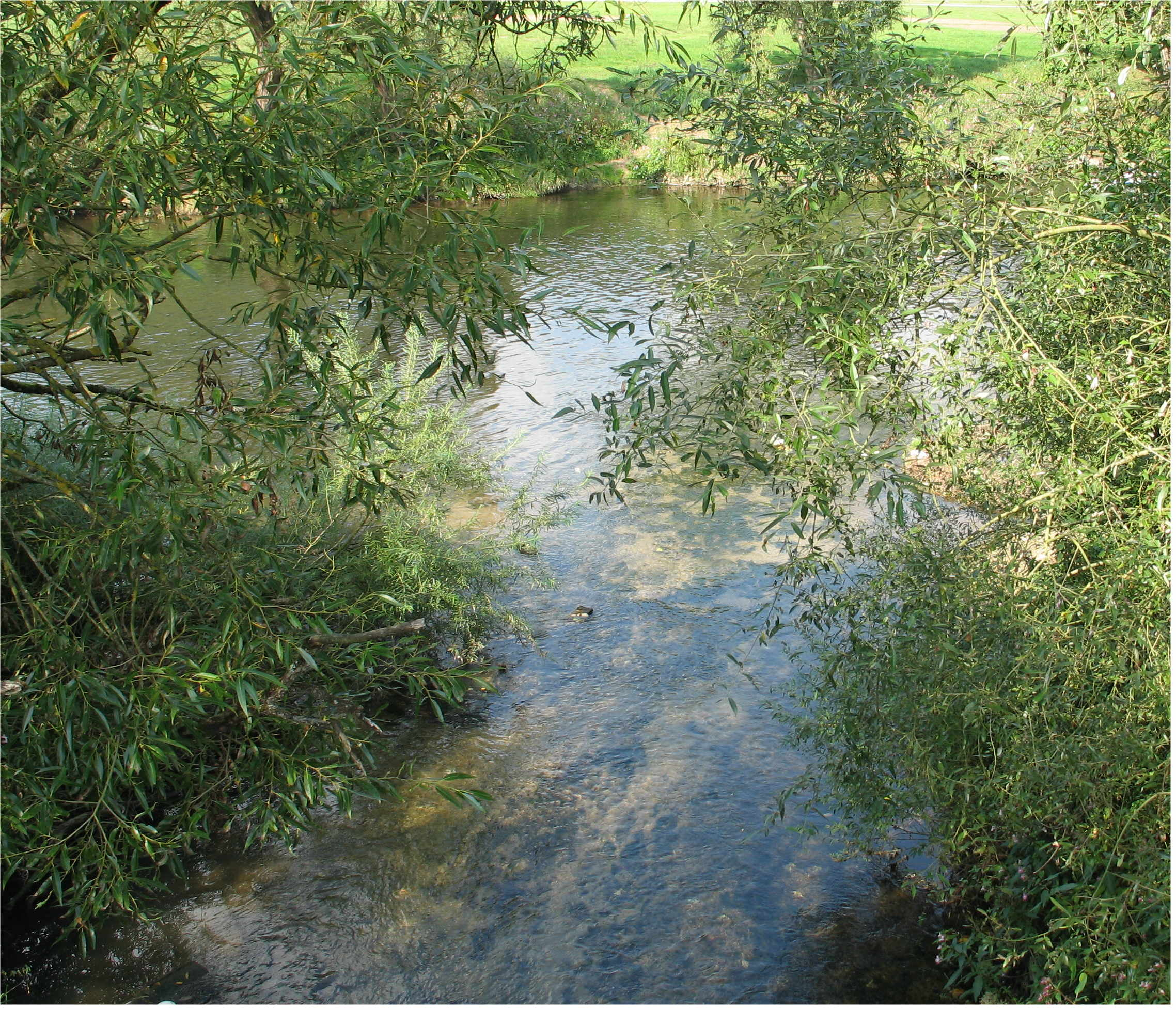
La confluència amb el Sauer